# Nafisa Mo‘minova
Nafisa Mo‘minova (beim Weltschachbund FIDE Nafisa Muminova; * 1. Februar 1990 in Taschkent) ist eine usbekische Schachspielerin.

## Leben
Nafisa Mo‘minova absolvierte die Jugendsportschule Nr. 2 und wohnt im Viloyat Fargʻona.

## Erfolge
Bei der usbekischen Einzelmeisterschaft der Frauen belegte sie 2005 in Taschkent den dritten Platz. Ebenfalls Dritte wurde sie beim Zonenturnier der Frauen 2005 in Taschkent. 2007 gewann sie in Taschkent die usbekische Juniorenmeisterschaft der weiblichen Jugend. Bei der usbekischen Frauenmeisterschaft 2007 in Taschkent wurde sie wiederum Dritte. Das Zonenturnier der Frauen 2008 in Taschkent konnte sie gewinnen und qualifizierte sich damit für die Frauenweltmeisterschaft. Die usbekische Einzelmeisterschaft der Frauen 2008 in Taschkent gewann sie. Bei der asiatischen U18-Meisterschaft der weiblichen Jugend 2008 in Teheran wurde sie Zweite. Bei der Frauenweltmeisterschaft 2008 in Naltschik schied sie in der ersten Runde gegen Tatjana Kossinzewa aus. 2009 wurde sie in Taschkent zum zweiten Mal usbekische Frauenmeisterin und konnte erneut in Taschkent ein Zonenturnier gewinnen (mit zwei Punkten Vorsprung). Ihren dritten usbekischen Einzeltitel holte sie sich in Taschkent 2011.
Mit Usbekistan nahm sie an der asiatischen Frauenmannschaftsmeisterschaft 2008 in Visakhapatnam am dritten Brett teil. Am Spitzenbrett der usbekischen Frauenauswahl spielte sie bei den Schacholympiaden 2008 in Dresden, 2010 in Chanty-Mansijsk und 2012 in Istanbul, bei den Asienspielen 2010 in Guangzhou, bei der die usbekische Frauennationalmannschaft den zweiten Platz belegte. Bei den Hallen-Asienspielen 2009 in Hanoi spielte sie am ersten Frauenbrett der usbekischen Auswahl, die den dritten Platz belegte.
Im März 2009 erhielt sie den Titel Internationaler Meister der Frauen (WIM). Die Normen hierfür erzielte sie im August 2008 bei der U20-Weltmeisterschaft der Mädchen in Gaziantep sowie im November bei der Schacholympiade der Frauen in Dresden. Großmeister der Frauen (WGM) ist sie seit Januar 2013. Die Normen für diesen Titel erzielte sie im August 2009 beim 6. Dato Arthur Tan Open in Kuala Lumpur (mit Übererfüllung), im August 2010 bei der U20-Weltmeisterschaft der Mädchen in Chotowa sowie im September 2012 bei der Schacholympiade der Frauen in Istanbul (ebenfalls mit Übererfüllung).
In der deutschen Frauenbundesliga war sie in der Saison 2014/15 für die SF 1891 Friedberg gemeldet, blieb aber ohne Einsatz.
Sie führte viele Jahre die usbekische Elo-Rangliste der Frauen an.